# Kleine Orgelsolomesse
Die Missa brevis Sancti Joannis de Deo in B-Dur (Hob. XXII:7) ist die 7. Messkomposition Joseph Haydns. Sie wird im Volksmund allgemein als Kleine Orgelsolomesse bezeichnet. Ihr Beiname rührt daher, dass die insgesamt sehr kurz gehaltene Missa brevis im Benedictus ein ausgedehntes Orgel- und dann Sopran-Solo besitzt.

## Geschichte
Die Messe wurde um 1775 für den Orden der Barmherzigen Brüder in Eisenstadt komponiert und heißt nach dessen Gründer, dem hl. Johannes von Gott. Die Barmherzigenkirche Hl. Antonius von Padua hat eine kleine Empore, sodass die Sänger- und Musikeranzahl gering sein musste. Die heute Haydnorgel genannte Orgel ist eine Barockorgel aus dem Jahr 1732, erbaut von Johann Franz Frey aus der Wiener Neustadt.

## Werkbeschreibung
Die Messe ist für Sopransolo, vierstimmigen Chor und das Wiener Kirchentrio geschrieben. Diese Besetzung umfasst zusätzlich zur Orgel lediglich zwei Violinen und Bass (Cello oder Kontrabass). Die Messe ist sehr schlicht und kurz gehalten. Im Gloria und im Credo ist der Text auf mehrere Stimmen verteilt, sodass verschiedene Zeilen gleichzeitig erklingen. Dadurch wird zwar der gesamte liturgisch vorgeschriebene Text vorgetragen, ist jedoch für den Hörer nicht verständlich. Eine Aufführung der Messe dauert ca. 15 Minuten. Zur Förderung einer besseren Verständlichkeit hat Haydns Bruder Michael eine berühmte Langfassung des Glorias geschrieben. Dabei nutzte er den ersten Teil des Agnus Dei und baute ihn mit verändertem Text als Mittelteil in den Gloriateil ein.
Wegen der Einfachheit der musikalischen Mittel bei gleichzeitiger hoher melodischer Ausdruckskraft gehört die Kleine Orgelsolomesse zu den meistaufgeführten Kirchenwerken Haydns.
Die Messe folgt dem Ablauf des traditionellen Ordinariums, den Haydn in der Originalfassung wie folgt aufteilte:
Kyrie
01. Kyrie eleison. Adagio. Chor und Orchester (Tutti)
Gloria
02. Gloria in excelsis Deo. Allegro molto. Tutti
Credo
03. Credo in unum Deum. Allegro. Tutti
04. Et incarnatus est. Adagio. Tutti
05. Et resurrexit. Allegro. Tutti
Sanctus
06. Sanctus. Allegro. Tutti
Benedictus
07. Benedictus. Moderato – Allegro. Sopran solo, Tutti
Agnus Dei
08. Agnus Dei. Adagio. Tutti
Die Besetzung des Orchesters umfasst: 2 Violinen, Bass, Orgel (Basso Continuo; Solopartien im Benedictus).
Die Aufführung dauert ca. 15 Minuten.